# Министерство на земеделието и животновъдството (Бразилия)
Министерството на земеделието и животновъдството (на португалски: Ministério da Agricultura, e Pecuária (MAPA)), или накратко Министерство на земеделието (на португалски: Ministério da Agricultura), е орган на Федералното правителство на Бразилия, който осъществява държавната политика за развитие на селското стопанство в страната чрез насърчаване на устойчивото развитие и конкурентоспособността на бразилския агробизнес и чрез регулиране и стандартизиране на услугите, свързани със сектора.
Бразилският агробизнес е система от малки, средни и едри земеделски производители, която обединява дейности, насочени към предоставяне на стоки и услуги от селското стопанство, земеделското производство, обработката, преработката и разпространението на селскостопански продукти до крайния потребител. Министерството на земеделието на Бразилия развива и осъществява политики за насърчаване развитието на агробизнеса в страната, прилагайки интегриран подход за технологични, научни, организационни, пазарни и екологични аспекти на развитие. Дейността на министерството обслужва бразилските потребители и международните пазари, като гарантира достъпа на населението до храни и обезпечава достатъчен излишък на селскостопанска продукция, който да се реализира на международните пазари. Министерството подпомага животновъдството, опазването на земеделските култури, безопасността на храните, заетостта в сектора и рационалното използване на необходимите за процеса на земеделското производство природни ресурси.

## История
Началото на министерството е поставено на 28 юли 1860 г., когато с императорски указ на Дон Педро II е създаден Държавен секретариат по земеделските, търговските и публичните дейности.
След отмяната на монархията през 1892 и установяването на Първата бразилска република секретариатът се трансформира и започва да се нарича Министерство на индустрията, пътищата и обществените дейности. През 1909 г. последва втора реорганизация на министерството, което е преименувано на Министерство на земеделието, индустрията и търговията. През 1930 г. земеделието се отделя от индустрията и търговията в самостоятелен министерски ресор и е създадено самостоятелно Министерство на земеделието. През 1992 г. Министерството на земеделието е преименувано на Министерството на земеделието, продоволствието и аграрната реформа, а през 1996 г. то отново е преименувано на Министерство на земеделието и продоволствието. През 2002 г. получава ново название – Министерство на земеделието, животновъдството и продоволствието.

## Структура
В структурата на Министерството на земеделието и животновъдството влизат следните органи:

I. Органи, които подпомагат директно дейността на министъра на земеделието:
1. Политически кабинет
2. Съвет за стратегическо управление
3. Изпълнитлен секретариат:
  1. Подсекретариат „Планиране, бюджет и администрация“ (Subsecretaria de Planejamento, Orçamento e Administração)
4. Департамент „Жалби“ (Ouvidoria)
5. Правен отдел (Consultoria Jurídica)

II. Специализирани органи:
1. Секретариат за защита на селското стопанство (Secretaria de Defesa Agropecuária -SDA)
2. Секретариат за развитие на селското стопанство и кооперативизма (Secretaria de Desenvolvimento Agropecuário e Cooperativismo – SDC):
3. Секретариат за земеделска политика (Secretaria de Política Agrícola – SPA):
4. Секретариат за международните отношения на агробизнеса (Secretaria de Relações Internacionais do Agronegócio – SRI)
5. Изпълнителна комисия по плана за какаовата реколта (Comissão Executiva do Plano da Lavoura Cacaueira – CEPLAC)
6. Национален институт по метеорология (Instituto Nacional de Meteorologia – INMET)

III. Децентрализирани органи:
1. Федерални суперинтендантства по земеделието (Delegacias Federais de Desenvolvimento Agrário);
2. Национални селскостопански лаборатории

IV. Колегиални органи:
1. Специална комисия по обжалванията (Comissão Especial de Recursos – CER)
2. Национален съвет за земеделската политика (Conselho Nacional de Política Agrícola – CNPA)
3. Консултативен съвет за политиката по кафето (Conselho Deliberativo da Política do Café – CDPC)
4. Координационна комисия за национално коневъдство (Comissão Coordenadora da Criação do Cavalo Nacional) – CCCCN)

V. Свързани органи (автаркии):
1. Бразилско предприятие за изследвания в селското стопанство (Empresa Brasileira de Pesquisa Agropecuária – EMBRAPA)